# Estafiloma
El estafiloma (del griego σταφυλή, staphylē, "racimo de uvas" y  ωµα, oma, "tumor") es una protrusión o ectasia de la córnea o la esclerótica como consecuencia de un trauma o de una inflamación. Presenta varias formas y causas múltiples (alteraciones de la refracción, traumatismos, etc.).

## Clasificación
Según el alcance de la protrusión, un estafiloma puede ser parcial o total. Según la localización en el ojo, existen distintos tipos con características propias.

### Estafiloma anterior
También conocido como estafiloma corneal, se caracteriza por presentarse en la región frontal del ojo, afectando tanto a la córnea sujeta al iris como a parte de la esclerótica situada alrededor. Según su extensión puede ser unilateral o bilateral. Ocurre generalmente al curar una úlcera corneal que ha atravesado la misma: el iris cierra el agujero y evita una mayor fuga de líquido de la cámara anterior del ojo. El iris se adhiere a la córnea, la cual ha quedado delgada y opacificada. La desorganización de las estructuras de la raíz del iris conduce a un incremento la presión intraocular. Otras causas incluyen la viruela y queratomalacia.
Cuando el estafiloma corneal presenta diversas perforaciones a través de las cuales emergen porciones de iris, pasa a denominarse estafiloma corneal racimoso.

### Estafiloma intercalar
Se trata de un estafiloma escleral localizado en el limbo esclerocorneal o detrás de él hasta la zona de inserción del cuerpo ciliar. Puede llevar asociado glaucoma de ángulo cerrado.

### Estafiloma ciliar
Se trata del principal tipo de estafiloma uveal. Puede ser único y localizado o múltiple y disperso. La esclerótica protruye sobre el cuerpo ciliar debido a hipertensión intraocular, por lo que suele ir asociado a glaucoma o buftalmía. Otras causas frecuentes son el adelgazamiento de la esclerótica tras una lesión, rinosporidiosis ocular, escleromalacia y escleritis.

### Estafiloma ecuatorial
Se trata de un estafiloma escleral localizado en el ecuador del ojo, bajo los músculos extraoculares o más atrás, y frecuentemente asociado a desprendimiento de retina. Suele ser congénito, estimándose que sobre un 6 % de la población sufre estafiloma ecuatorial asintomático, el cual es visible sólo al realizar algún tipo de prueba oftalmológica o cirugía ocular. Otras causas incluyen escleritis y traumatismo.

### Estafiloma posterior
Situada en la zona trasera del ojo, la protrusión de la esclerótica se produce en asociación con determinados defectos visuales graves, tales como la miopía (estafiloma miópico). Este tipo de estafiloma afecta generalmente a la mácula, la cual queda desenfocada, ocasionando los ya mencionados defectos visuales. Es conocido también como estafiloma de Scarpa.
Existen diversos subtipos de estafiloma posterior:
- Estafiloma de polo posterior
- Estafiloma de polo posterior y cabeza del nervio óptico
- Estafiloma peripapilar
  - Estafiloma peripapilar contráctil
  - Estafiloma peripapilar gigante

## Enfermedades relacionadas
- Queratoglobo, a veces denominado estafiloma pelúcido o globuloso
- Queratocono, a veces denominado estafiloma pelúcido cónico
- Hidroftalmía